# 中津川市立蛭川小学校
中津川市立蛭川小学校（なかつがわしりつ ひるかわしょうがっこう）とは、岐阜県中津川市にある公立小学校。

## 就学区域
- 蛭川地区[1]

## 沿革
蛭川村には1870年（明治3年）に苗木藩の藩校日新館の支校が設置されていた。
- 1873年（明治6年） - 勤彊義校が開校。今洞区の民家を仮校舎とする。
- 1875年（明治8年） - 蛭川学校に改称する。
- 1876年（明治9年） - 町切区尾越に新築移転。蛭川小学校に改称する。
- 1881年（明治14年） - 田原分教場を設置。
- 1886年（明治19年） - 尋常科、簡易科を設置し、蛭川尋常簡易科小学校に改称する。
- 1891年（明治24年） - 裁縫科、温習科を設置。
- 1895年（明治28年） - 棚田区下海途に新築移転。
- 1903年（明治36年） - 農業補習学校を併設する。
- 1904年（明治37年） - 現在地に新築移転。
- 1907年（明治40年） - 蛭川尋常高等小学校に改称する。
- 1941年（昭和16年） - 蛭川国民学校に改称する。
- 1947年（昭和22年） - 蛭川村立蛭川小学校に改称する。
- 1963年（昭和38年） - 田原分校を廃止。
- 1971年（昭和46年） - 新校舎（鉄筋コンクリート造）が完成。
- 1977年（昭和52年） - 屋内運動場が完成。
- 2005年（平成17年）2月13日 - 中津川市が恵那郡坂下町、川上村、加子母村、付知町、福岡町、蛭川村、ならびに長野県木曽郡山口村を編入。同時に中津川市立蛭川小学校に改称する。